# Liu Yang (taekwondo)
Liu Yang (2 de octubre de 1983) es un deportista chino que compitió en taekwondo. Ganó una medalla de bronce en los Juegos Asiáticos de 2002 en la categoría de –78 kg.

## Palmarés internacional
| Juegos Asiáticos | Juegos Asiáticos      | Juegos Asiáticos  | Juegos Asiáticos |
| Año              | Lugar                 | Medalla           | Categoría        |
| ---------------- | --------------------- | ----------------- | ---------------- |
| 2002             | Busan (Corea del Sur) | Medalla de bronce | –78 kg           |